# Johan de Coninch
Johan de Coninch, född 1606 i Nederländerna (troligen Holland), död 13 april 1675 i Göteborg, var en fortifikationsofficer i svensk tjänst.
De Coninch omtalas första gången 1635 då han var major vid holländaren överste Matias Wens regemente i svensk tjänst i Pillau. Senare tjänstgjorde han som verkmästare i Göteborg, vid Älvsborgs fästning och Ryssås skans. Som han ansåg lönen otillräcklig lämnade han 1643 sin tjänst. Lars Kagg som såg de Coninchs insatser som betydande försökte få honom utsedd till stadsmajor och därigenom kvar i staden men misslyckades. I stället anställdes han av Carl Carlsson Gyllenhielm vid Huseby där han byggde en befästning. Efter utbrottet av Torstensons krig anställdes Johan de Coninch som verkmästare vid Gustaf Horns armé och fick kort därefter expektans på tjänsten som stadsmajor i Göteborg. Efter att ha deltagit i förstärkandet av Lagaholm sändes han i december 1644 till Göteborg som verkmästare och kontuktör att förbättra stadens befästande. Från 1646 erhöll han även fullmakt på tjänsten som stadsmajor i staden, en tjänst han sedan innehade till sin död. Han förlovades 1655 för att resa till Brabant att handha några personliga ärenden.

## Fotnoter
1. 1 2  Johan Coninch, de, Svenskt biografiskt lexikon, Svenskt Biografiskt Lexikon-ID: 14945, läs online.[källa från Wikidata]